# Prefettura autonoma buyei e miao di Qiannan
La prefettura autonoma buyei e miao di Qiannan (in cinese: 黔南布依族苗族自治州, pinyin: Qiánnán Bùyīzú Miáozú Zìzhìzhōu) è una prefettura autonoma della provincia del Guizhou, in Cina.

## Amministrazione
La prefettura amministra le seguenti suddivisioni, rappresentate da due città-contee, nove contee e una contea autonoma:
- Duyun
- Fuquan
- Contea di Guiding
- Contea di Huishui
- Contea di Luodian
- Contea di Weng'an
- Contea di Libo
- Contea di Longli
- Contea di Pingtang
- Contea di Changshun
- Contea di Dushan
- Contea autonoma Shui di Sandu